# Kanton Froissy
Der Kanton Froissy war ein bis 2015 bestehender französischer Wahlkreis im Arrondissement Clermont, im Département Oise und in der Region Picardie; sein Hauptort war Froissy. Vertreter im Generalrat des Départements war ab 1974 Alain Vasselle (1992–2011 Senator), der Paul Vasselle in dieser Funktion nachfolgte. 
Der Kanton Froissy war 137,10 km² groß und hatte im Jahr 2012 6716 Einwohner.
Seine mittlere Höhe über Normalnull betrug 140 Meter, zwischen 88 Metern in Saint-André-Farivillers und 190 Metern in Oursel-Maison.

## Gemeinden

Lage von Froissy im Département Oise

Der Kanton bestand aus 17 Gemeinden:
| Gemeinde                 | Einwohner Jahr | Fläche km² | Bevölkerungsdichte | Code INSEE | Postleitzahl |
| ------------------------ | -------------- | ---------- | ------------------ | ---------- | ------------ |
| Abbeville-Saint-Lucien   | 507 (2013)     | –          | – Einw./km²        | 60003      | 60480        |
| Bucamps                  | 177 (2013)     | –          | – Einw./km²        | 60113      | 60480        |
| Campremy                 | 477 (2013)     | –          | – Einw./km²        | 60123      | 60480        |
| Froissy                  | 870 (2013)     | –          | – Einw./km²        | 60265      | 60480        |
| Hardivillers             | 576 (2013)     | –          | – Einw./km²        | 60299      | 60120        |
| Maisoncelle-Tuilerie     | 310 (2013)     | –          | – Einw./km²        | 60377      | 60480        |
| Montreuil-sur-Brêche     | 538 (2013)     | –          | – Einw./km²        | 60425      | 60480        |
| La Neuville-Saint-Pierre | 171 (2013)     | –          | – Einw./km²        | 60457      | 60480        |
| Noirémont                | 182 (2013)     | –          | – Einw./km²        | 60465      | 60480        |
| Noyers-Saint-Martin      | 777 (2013)     | –          | – Einw./km²        | 60470      | 60480        |
| Oursel-Maison            | 240 (2013)     | –          | – Einw./km²        | 60485      | 60480        |
| Puits-la-Vallée          | 205 (2013)     | –          | – Einw./km²        | 60518      | 60480        |
| Le Quesnel-Aubry         | 205 (2013)     | –          | – Einw./km²        | 60520      | 60480        |
| Reuil-sur-Brêche         | 315 (2013)     | –          | – Einw./km²        | 60535      | 60480        |
| Saint-André-Farivillers  | 516 (2013)     | –          | – Einw./km²        | 60565      | 60480        |
| Sainte-Eusoye            | 303 (2013)     | –          | – Einw./km²        | 60573      | 60480        |
| Thieux                   | 418 (2013)     | –          | – Einw./km²        | 60634      | 60480        |